# Castle Grayskull
Castle Grayskull, Slottet Grayskull, Slottet gråskull, He-Man-borgen, är ett fiktivt slott på planeten Eternia, som förekommer i berättelserna Masters of the Universe, även i 1987 års film.
Castle Grayskull är målet för Skeletor, Hordak och Snake Men, som alla tror att hemligheterna i slottet skall hjälpa dem erövra Eternia.

## Bakgrund
Slottets bakgrund beskrivs i boken "Castle Grayskull"  och var först "Hall of Wisdom," Eternias kulturcentrum och en förvaringsplats för kunskap. Här satt de "äldstes råd". En dag fick rådsmedlemmarna syn på en kvinna klädd i ormrustning (notera att denna beskrivning stämmer in på tidiga versioner av Teela och Sorceress, till exempel i den tidigare miniserien , vilket möjliggör avsedd identitet med Sorceress) som varnade för framtida faror, och den kommande He-Man. Medlemmarna samlade all sin kraft i ett magiskt klot, och förvandlade Hall of Wisdom till Castle Grayskull för att skrämma bort inkräktare och skydda klotet. Detta hände långt före He-Man kom. Slottet glömdes sedan nästan bort, tills Man-At-Arms ledde prins Adam till Castle Grayskull, där han med sitt svärd blev He-Man.

## 1983 års tecknade TV-serie
I 1983 års tecknade TV-serie är Castle Grayskull en legendarisk/mytisk plats belägen i de karga vildmarkerna. Där bor Sorceress of Castle Grayskull, och här samlas ofta He-Man och hans vänner. Dess ursprung är okänt, förutom att det byggdes för att skydda en okänd kraft från ondskan. Slottet angrips ofta av onda krafter.
Fastän det oftast syns från utsidan, finns flera noterbara rum: tronrummet; He-Mans hall; resekorridorkammaren; ett laboratorium; ett rum för Sorceress of Castle Grayskull för att studera trolldom; samt hennes sovrum. I avsnittet "Double Trouble" lyckas en ond dubbelgångare till He-Mans vän Koldar ta sig in i kammaren där Castle Grayskulls hemligheter finns. Utanför kammaren finns två dörrar, den ena leder in i kammaren, den andra till säker död.
Castle Grayskull omges av en djup avgrund, som fungerar som vallgrav, och en vindbrygga används för att komma över den. Då prins Adam förvandlar sig till He-Man strålar energi från hans magiska svärd ut och ner i avgrunden. Detta sker i avsnittet "Into the Abyss", då Teela faller ner i avgrunden och ser det. I ett avsnitt förklarar He-Man att avgrunden leder hela vägen ner till Eternias kärna.
Det finns flera portar i Castle Grayskull, bland annat i resekorridorskammaren, vilka leder till olika platser på Eternia, bland annat Snake Mountain, och minst en leder till Etheria.

## 2002 års TV-serie
I 2002 års TV-serie förklaras mer om Castle Grayskull och dess rum, bland annat att där finns en stor kristallkammare, som bara går att nå genom en hemlig "dörr" i golvet från en avskild kammare. Där inne finns Orb of Power, och i den finns de äldres kammare. Här förvarades även det magiska svärdet Sword of Power innan prins Adam hade det.
Andra platser är tronrummet; ett stort bibliotek; ett rum med en stor mystisk spegel med vilken man kan se både gångna tider och nutiden; ett kolosseum under marken; en gammal kammare tillägnad kung Grayskull; platsen bakom de ögonliknande delarna av fasaden och flera korridorer skapade att förvirra inkräktare.
Castle Grayskull var tidigare gjort av marmor, och låg i centrum av kung King Grayskulls kungarike, men föll sedan samman efter strid mot Hordaks styrkor. Länge var Castle Grayskull nästan glömt. Bara några få utvalda känner till dess hemligheter.

## 1987 års film
I 1987 års film Castle Grayskull erövrar Skeletors styrkor Castle Grayskull och går in i tronrummet och stänger in Sorceress of Castle Grayskull i ett kraftfält medan han får krafterna. Han använder det sedan som huvudbas för sina operationer. I filmen syns där även en stor dimensionell port kallad "Great Eye of the Galaxy", som bara öppnas då Eternias naturliga satellit når zenit, och ger kraft åt den som står där. Det förklaras aldrig, men indikeras, att för att det skall ske måste även Sword of Power hållas nära. Här antyds även att Castle Grayskull ligger i universums centrum.

## Kung Grayskull
I 2002 års TV-serie avslöjas att Castle Grayskull en gång var hem för kung Grayskull, en anfader till prins Adam, som dog då han försvarade sitt kungarike och hela Eternia mot Hordak.
Innan han dog hann han överföra sin styrka till det magiska svärd som nu He-Man använder. Hans fru Veena blev den första Sorceress of Castle Grayskull, och hans rådgivare bildade Council of Elders. Han hade även ett stort grönt lejon som husdjur, som bar samma rustning som Battle Cat.

## Övriga medverkande
- Castle Grayskull syns ofta i spinoff-serien She-Ra under förvandlingsscenerna; mot slutet syns dock The Crystal Castle i stället.
- BBC:s väderleksrapporterare Kirsty McCabe skapade kontrovers då hon skämtsamt kallade Ibrox Stadium för Castle Grayskull.[7]
- I filmen Hot Fuzz säger polismannen Danny Butterman (spelad av Nick Frost) "By the power of Grayskull!" då han står i ett förråd med vapen samlade av en lokal bonde. Denna replik sägs senare även Sgt. Nick Angel, då han ser Dannys DVD-samling med actionfilmer.
- Den tyska epic death metal-gruppen Grail Knights släppte albumet "Return to Castle Grailskull", med bilder på sig själva på albumsomslaget framför Castle Grayskull som det såg ut i 1983 års tecknade TV-serie. I det första videoklippet från albumet, "Moonlit Masquerade", står de på ett CGI-skapat Castle Grayskull som är baserad på en blandning av 1980-talets leksak och Castle Grayskull i 2002 års version. Gruppmedlemmarna står på var sitt torn i videon. I gruppens liveshower fanns karaktärer som liknade Skeletor (Lord Skull) och Hordak (Morf the Swarf), och She-Ras' häst Swiftwind (Zapf-beauty), som serverar öl.

## Leksak
Castle Grayskull gjordes som leksak för både 1980-talets och 2002 års versioner. 1980-talets version var en populär julklapp för den tidens pojkar. Den innehöll flera funktioner, och kunde slås samman och bäras som en väska.

### Fotnoter
1. ↑  ”Arkiverade kopian”. Reuters. 12 april 2010. Arkiverad från originalet den 17 augusti 2023. https://web.archive.org/web/20230817121755/https://www.reuters.com/?edition-redirect=uk. Läst 8 augusti 2010.
2. ↑  Masters of the Universe: Castle Grayskull, publicerad av Kid Stuff, 1983, http://www.he-man.org/audio/item.php?id=2039
3. ↑  "He-Man and the Power Sword", http://www.he-man.org/publishing/item.php?id=296&image=1797
4. ↑  ”Panda director 'for He-Man movie'”. BBC News. 30 januari 2009. http://news.bbc.co.uk/1/hi/entertainment/7860384.stm. Läst 3 oktober 2009.
5. ↑  ”He-Man and the Masters of the Universe - Volume One”. DVD Talk. http://www.dvdtalk.com/reviews/32989/he-man-and-the-masters-of-the-universe-volume-one/. Läst 5 november 2009.
6. ↑  ”Masters of the Universe Chronicles Episode 8”. The Pop Culture Network. Arkiverad från originalet den 15 juli 2011. https://web.archive.org/web/20110715104203/http://popculturenetwork.com/article.php?story=20100314045947548. Läst 21 december 2009.
7. ↑  ”Watch Out For Sunshine And Showers With A Big Storm Over Ibrox”. The Sunday Mail. http://www.sundaymail.co.uk/news/tm_objectid=16612836&method=full&siteid=64736&headline=watch-out-for-sunshine-and-showers-with-a-big-storm-over-ibrox--name_page.html. Läst 24 februari 2007.